# Muccia
Muccia ist eine italienische Gemeinde (comune) mit 800 Einwohnern (Stand 31. Dezember 2023) in der Provinz Macerata in den Marken. Die Gemeinde liegt etwa 41 Kilometer südwestlich von Macerata am Chienti und gehört zur Comunità montana di Camerino.

## Verkehr
Von der Strada Statale 77 della Val di Chienti von Foligno nach Civitanova Marche geht in Muccia die frühere Strada Statale 256 Muccese (heute eine Provinzstraße) nach Fabriano ab.